# アレクサンドラ・バビンツェワ
アレクサンドラ・バビンツェワ（Aleksandra Babintseva 1993年2月4日- ）はロシア出身の柔道選手。階級は78kg級。

## 経歴
2011年の世界ジュニア78kg級で5位だったが、2012年のヨーロッパジュニアでは優勝した。2015年のユニバーシアード個人戦無差別で3位になると、2016年のグランドスラム・チュメニでも3位、世界軍人選手権大会では2位になるも、リオデジャネイロオリンピックには出場できなかった。2017年のユニバーシアードでは3位だった。2018年の世界選手権では世界ランキング40位の伏兵ながら、3回戦で元世界チャンピオンであるフランスのオドレー・チュメオを内股で破るなどして準決勝まで進むも、元世界チャンピオンであるオランダのマリンド・フェルケルクに敗れたが、3位決定戦で中国の馬振昭に腕挫十字固で逆転勝ちして3位になった。2019年のグランプリ・モントリオールでは決勝で世界チャンピオンの濵田尚里に内股で敗れた。2021年7月に日本武道館で開催された東京オリンピックでは準々決勝で濵田に敗れるなどして7位だった。グランドスラム・パリでは優勝するも、世界軍人選手権大会では2位だった。2023年のグランプリ・ドゥシャンベには中立選手(AIN)の立場で出場して3位になった。
IJF世界ランキングは3249ポイント獲得で7位(25/7/20現在)。

## 主な戦績
- 2011年 - 世界ジュニア　5位
- 2012年 - ヨーロッパジュニア　優勝
- 2013年 - ユニバーシアード　個人戦　7位　団体戦　3位
- 2015年 - ユニバーシアード　個人戦無差別　3位
- 2016年 - グランドスラム・チュメニ　3位
- 2016年 - 世界軍人選手権大会　2位
- 2017年 - ユニバーシアード　個人戦　3位
- 2018年 - ヨーロッパ選手権　団体戦　3位
- 2018年 - 世界選手権　3位
- 2019年 - グランプリ・テルアビブ　3位
- 2019年 - グランプリ・モントリオール　2位
- 2021年 -　グランドスラム・カザン　5位
- 2021年 -　東京オリンピック　7位
- 2021年 -　東京オリンピック混合団体　5位
- 2021年 -　グランドスラム・パリ 優勝
- 2021年 -　世界軍人選手権大会　2位
- 2023年 -　グランプリ・ドゥシャンベ　3位
- 2025年 - グランドスラム・ウランバートル　3位

(出典、JudoInside.com)